# Alain Brieux
Pour les articles homonymes, voir Brieux (homonymie).
Achille Louette, dit Alain Brieux né le 8 mai 1922 à Marines (Val-d'Oise) et mort le 13 octobre 1985 à Paris 13e, est un antiquaire et libraire. Il a notamment travaillé sur les astrolabes qu’il a cherché à référencer pendant de nombreuses années.

## Enfance et jeunesse
Alain Brieux, né Achille Louette le 8 mai 1922 à Marines, grandit seul avec sa mère dans le 19e arrondissement de Paris. Sa mère, Georgette Lefèvre, couturière, vit de revenus modestes. Son père, Eugène Brieux, (1858-1932), célèbre dramaturge et académicien français, refuse de reconnaitre son fils à la naissance. Sa mère épouse Monsieur Louette dont elle se sépare rapidement.
Alain Brieux fait ses études secondaires au petit séminaire Jésuite de Conflans, puis part étudier au lycée Voltaire à Paris. À la déclaration de guerre, il doit interrompre ses études, ce dont il restera frustré toute sa vie.
Sa mère ayant trouvé un emploi chez les artistes Robert Desnos et sa femme Youki, le jeune homme côtoie tout naturellement le couple, chez eux, au 19 rue Mazarine, dès 1934. Il y rencontre leurs amis écrivains, poètes, peintres comme Picasso, Éluard, Prévert, Aragon ou encore Mouloudji. Robert Desnos le prend en affection et Alain Brieux le considérera comme son père spirituel.
À la débâcle de 1940, il part en exode avec sa mère dans le Sud-Ouest de la France à Argentat. La fille de l’hôtelière où ils résident, Madeleine Gauthier, deviendra sa femme quelques années plus tard, dont il aura une fille : Marie-Christine Maugis.
Pendant cette période, entre effort de guerre, STO et contribution à la résistance, Alain Brieux se livre à toutes sortes de travaux, dans une ferme de la Somme, dans une usine d’aviation et même à la radio au Poste Parisien, où travaille Desnos. Déjà passionné par la photo, il dépense ses premières paies dans l’achat de tout un matériel quasi professionnel.
En 1942, réfractaire au STO en Allemagne, il se cache chez Desnos jusqu’à l’arrestation par la Gestapo et la déportation du poète en février 1944. Son matériel photographique sert à la fabrication de faux papiers à la demande de Desnos, alors journaliste, critique de livres et de disques. Celui-ci rédige sous de faux noms des articles à double sens. Plus tard, il dirigera le réseau clandestin AGIR. Contraint par la clandestinité de changer plusieurs fois de nom et prénom, le jeune homme choisit finalement de porter le pseudonyme "familier" de Alain Brieux.
Toutes ces années dans la sphère de Desnos et de son entourage d’artistes surréalistes influencent grandement le jeune Alain Brieux. Il les écoute exposer leurs idées, les observe dans leurs difficultés à faire connaître leurs œuvres et à les éditer, tout en se plongeant dans les livres de littérature ou de sciences de la bibliothèque, que son ami l’a chargé de ranger,. 

Alain Brieux dans la bibliothèque de Desnos

## Apprentissage
Dans de nombreuses lettres, Desnos prodigua ses conseils à Alain Brieux, aussi bien pour ses études que pour ses recherches d’emploi. Il lui recommande la patience et le freine dans ses emballements. Dans une longue lettre de recommandation au libraire Georges Andrieux, qui faisait autorité en matière de ventes aux enchères à l’Hôtel Drouot, il affirme que son protégé a les compétences pour faire carrière dans le commerce du livre ancien.  
Alain Brieux travailla avec lui dès 1942, puis avec Madame Vidal-Mégret (après la mort de Georges Andrieux en 1945) pendant plus de 10 ans,.
Pendant les années 1950, parallèlement aux ventes publiques, il fit de passionnantes découvertes comme un ensemble de documents et d’objets inconnus provenant de Montaigne. Par ailleurs, il travailla sur les archives de Bougainville, Noailles, Dupleix, Brissot de Warville, et sur l’atelier du photographe Atget ou encore sur une collection inédite de photographies de Bayard. Il se rendit également jusqu’en Autriche pour rapatrier les centaines d’ouvrages que contenait la bibliothèque Starhemberg jusqu’en France dans un contexte de guerre froide.
Son apprentissage qui consistait à préparer la description bibliographique d’ouvrages pour des catalogues de ventes aux enchères, lui apporta la formation idéale au travail d’analyse et de démonstration qu’il mena pendant toute sa carrière, tout en se livrant à sa passion des livres et des instruments scientifiques anciens.

## Sa carrière rue Jacob
En 1958, Alain Brieux rachète les locaux du marchand d’autographes et de vieux papiers Désiré Janvier fils au 48 rue Jacob, Paris 6. Située entre la fac de médecine et l’école des beaux-arts, Alain Brieux choisit d’orienter sa librairie dans l’Histoire de la médecine et l’Histoire des sciences et techniques. Il cherche alors à éveiller l’intérêt des amateurs dans ce domaine, mettant en lumière beaucoup d’instruments et appareils jusque-là ignorés. Il déterre le matériel d’enseignement scientifique, relégué et oublié, que de nombreux clients sont heureux de redécouvrir. Présentant des modèles d’anatomie, des planches de botanique, des cadrans solaires, des maquettes ou lunettes astronomiques, la boutique prend rapidement l’aspect d’un cabinet de curiosités.
Dès les années 1960, un catalogue est envoyé tous les ans à une clientèle internationale qui passe commande sur simple description soigneusement détaillée et sur photo. Ces catalogues eux-mêmes deviennent une ressource scientifique importante, référençant de nombreuses pièces, livres ou instruments scientifiques. 

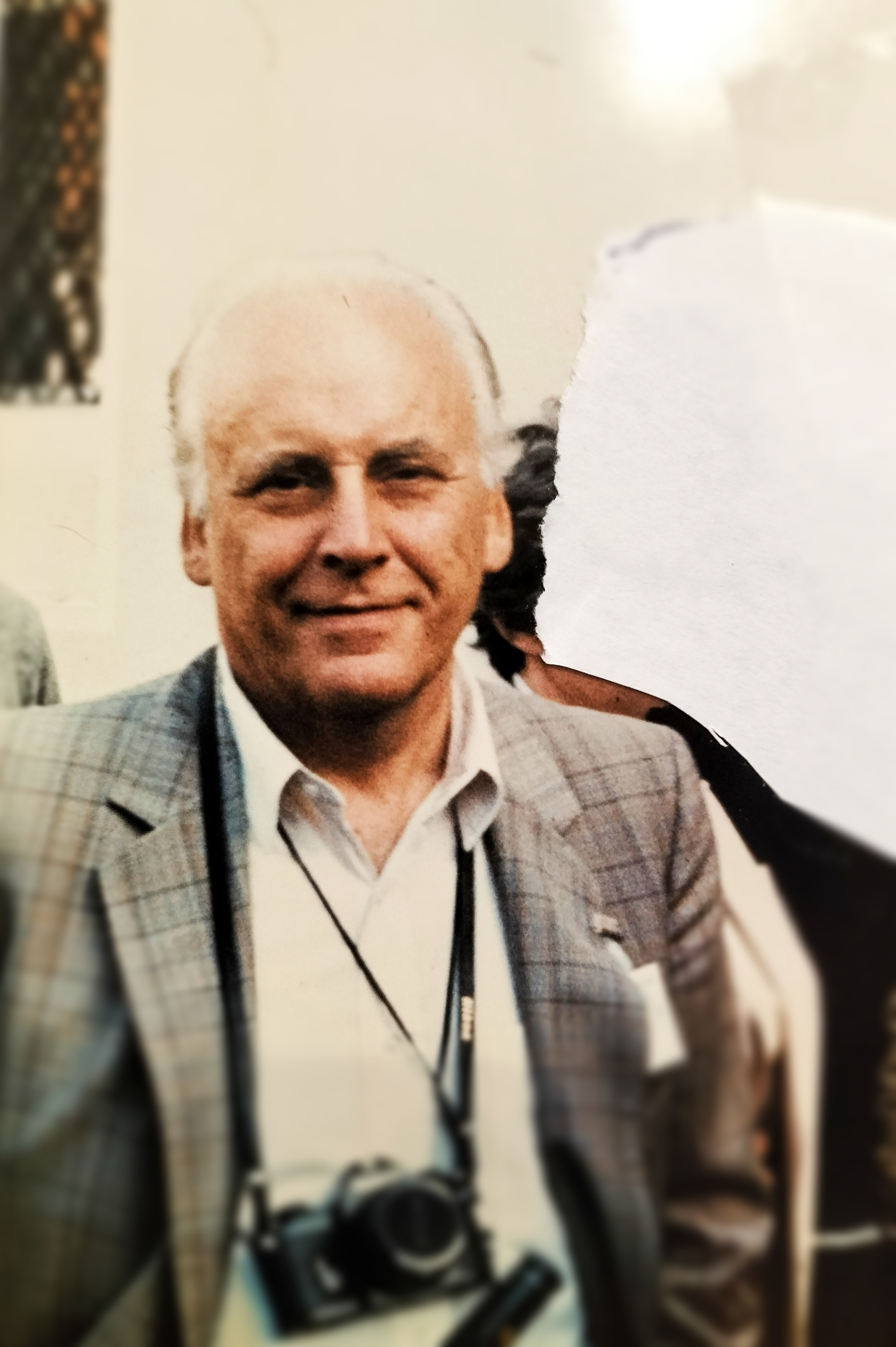
Alain Brieux et son appareil photo

Toujours dans cette optique de rendre l’Histoire des sciences plus largement accessible, Alain Brieux travaille sur une série de rééditions d’ouvrages rares en fac-similé. Par exemple, la série de 50 planches gravées datant de 1624 de Braccelli « Bizarre di Varie Figure » en 1963 en collaboration avec Tristan Tzara et André Jammes. Le tirage se fait à 520 exemplaires dont 20 sur papier ancien. Alain Brieux réédite également « Perspectiva Corporum Regularium » de Wenzel Jamnitzer datant de 1568 dont il n'existait qu’un seul exemplaire complet à la bibliothèque de Nuremberg. Il a fallu pour cette réédition travailler des planches de cuivre gravées pour reproduire les illustrations originales de polyèdres (figures géométriques) en collaboration avec Albert Flocon. Le troisième volume de la série de réédition d’Alain Brieux fut le célèbre ouvrage de Michel Maier « Atalanta Fugiens » illustré par Théodore de Bry, l’une des productions les plus extraordinaires de la littérature alchimique.
De nombreux objets exceptionnels passèrent entre les mains d’Alain Brieux.
La collection Nachet composée d'un très grand nombre d’instruments de mesure était particulièrement remarquable pour illustrer l’évolution du microscope. Les pièces du XVIIème au XIXe siècle furent proposées et acquises par l’américain Orville Golub pendant que Maurice Daumas, alors conservateur du Musée des arts et métiers à Paris, préemptait les pièces les plus rares afin qu’elles restent en France.
Parmi les instruments de physique de l’Abbé Nollet, plusieurs furent vendus au grand collectionneur David Wheatland, ancien élève de Harvard, qui fit don de sa collection à son université. Un certain nombre encore furent acquis par David McDonald Stewart à Montréal.
En 1966, Alain Brieux fait l’achat d’une pièce unique parmi les rares astrolabes de l’Europe chrétienne : l’astrolabe de Jean Naze datant de 1553. Il est racheté par le Musée des Beaux-Arts de Lyon (dont Jean Naze était originaire). Alain Brieux et M. Destombes (collectionneur dans ce domaine) s’associent pour rédiger un article sur cet objet hors du commun, publié au Bulletin des Musées et Monuments Lyonnais (no 3 - Volume III) en 1966,,.
Dans les années 1970, Alain Brieux travaille avec IBM dans le cadre de l’organisation d’une exposition, dans les locaux de la 5e avenue de New York, intitulée « Historical Wall of Computing ». D’un bout à l’autre de ce mur se succèdent des abaques, bouliers, plans, documents, prototypes depuis Leibnitz et Pascal jusqu’à l’arithmomètre de Thomas de Colmar datant de 1820 (France), puis les nombreux procédés qui virent le jour à l’ère de l’industrialisation jusqu’aux premiers ordinateurs au début du XXe siècle. Alain Brieux contribue à la mise en place de cette exposition en vendant à IBM des documents et machines provenant de sources diverses, en particulier la collection Malassis datant de la fin du XIXe siècle qu’il venait d’acheter à Jacques Chauvin où  figurait bien sûr la Pascaline, machine à calculer inventée et construite par Blaise Pascal en 1642. Toutes ces pièces sont toujours conservées dans les musées IBM aux États-Unis et en Europe.
Une étape importante fut celle de Pasteur. Alain Brieux eut la chance de se lier d’amitié avec les héritiers de Louis Pasteur et de faire l’acquisition de documentations et microscopes. Le collectionneur érudit Bern Dibner, auteur de l’ouvrage « Heralds of Science » fut l’heureux acheteur de carnets venant du laboratoire de Pasteur.
Dans le domaine de la médecine, la librairie abritait régulièrement des mannequins anatomiques. Ces modèles démontables étaient réalisés en papier mâché comme les modèles de Louis Auzoux datant du XIXe siècle. Avant lui, on fabriquait des chefs-d'œuvre de cire, non démontables et très fragiles (Pinson)
À Minneapolis, Earl Bakken, inventeur du pacemaker, fit appel à Alain Brieux dans son désir de fonder un musée et une bibliothèque consacrée à l’Histoire de l’électricité et plus particulièrement l’électricité agissant sur la vie. De nombreuses pièces remarquables ont été procurées par Alain Brieux à ce musée.
Enfin, le début des années 1980, fut marqué par une rencontre inoubliable. Celle de la famille des savants Becquerel (ils furent quatre, Antoine, Edmond, Henri et Jean), tous physiciens. Alain put acquérir de nombreux manuscrits inédits ainsi que des éditions originales rarissimes d’Henri Becquerel (qui reçut le Prix Nobel conjointement avec Pierre et Marie Curie). Agréé par la commission des commissaires-priseurs de Paris depuis les années 1960, Alain Brieux apporte son expertise sur les ouvrages et instruments scientifiques lors de ventes aux enchères. Notamment à l’hôtel Drouot en 1980 pour la vente Linton. Léonard Linton, collectionneur et client d’Alain Brieux, demande à l’antiquaire de faire la vente publique de sa collection en France. Celle-ci se déroulera sur deux jours, les 9 et 10 octobre 1980 par l’étude Libert et Castor, sous l’expertise l’Alain Brieux,.
Pendant ce temps, il étudie de façon plus approfondie les mathématiques et l'astronomie, puis l’arabe et le persan ancien afin de se plonger dans l’étude des astrolabes dont il décide de dresser un répertoire complet à partir de 1974. Il part régulièrement avec sa femme Dominique pour compléter ses recherches sur les astrolabes islamiques en Inde, en Égypte, en Tunisie, au Maroc…
Une fois installé dans un ancien moulin à eau au Val-Saint-Germain (91) à la fin des années 1970, il développe encore son goût pour les machines et les sites archéologiques industriels.
Il continue également de mettre en pratique ses talents de photographe qui lui permettent de retranscrire en image ses découvertes, constituant par la suite l’une des plus grandes photothèques d’instruments de sciences anciens en Europe. 
Au décès d’Alain Brieux en 1985, Dominique, son épouse, prend la suite avec son assistant, Jimmy Drulhon. Elle perpétue le travail de son mari pendant plus de 20 ans en respectant attentivement l’esprit de la librairie Alain Brieux. En 2005, Dominique Brieux prend sa retraite et laisse la place à Jean-Bernard Gillot, qui est aujourd’hui toujours en activité au 48 rue Jacob. Comme ses prédécesseurs, son objectif est de  conserver l’univers particulier du lieu et de proposer des objets toujours aussi originaux. 
Les archives d’Alain Brieux ont été déposées au CNAM sous le nom « Fonds Brieux ».
Au cours de sa carrière, Alain Brieux a pu examiner et expertiser de nombreux instruments et ouvrages scientifiques, valorisant et augmentant ainsi les collections publiques ou privées. Aussi, l’expert Alain Brieux fut sollicité par divers acteurs de la culture, comme lors du projet de la Villette et la construction de l’Institut du Monde Arabe. Ce fut par son intermédiaire que cet institut reçut la donation de la collection Destombes.

## Œuvre

### Spécialiste des astrolabes
Alain Brieux consacra une grande partie de sa vie à l’astrolabe, cet instrument qui est à la fois un instrument de haute précision mathématique, un guide sous le ciel étoilé et un objet d’art.

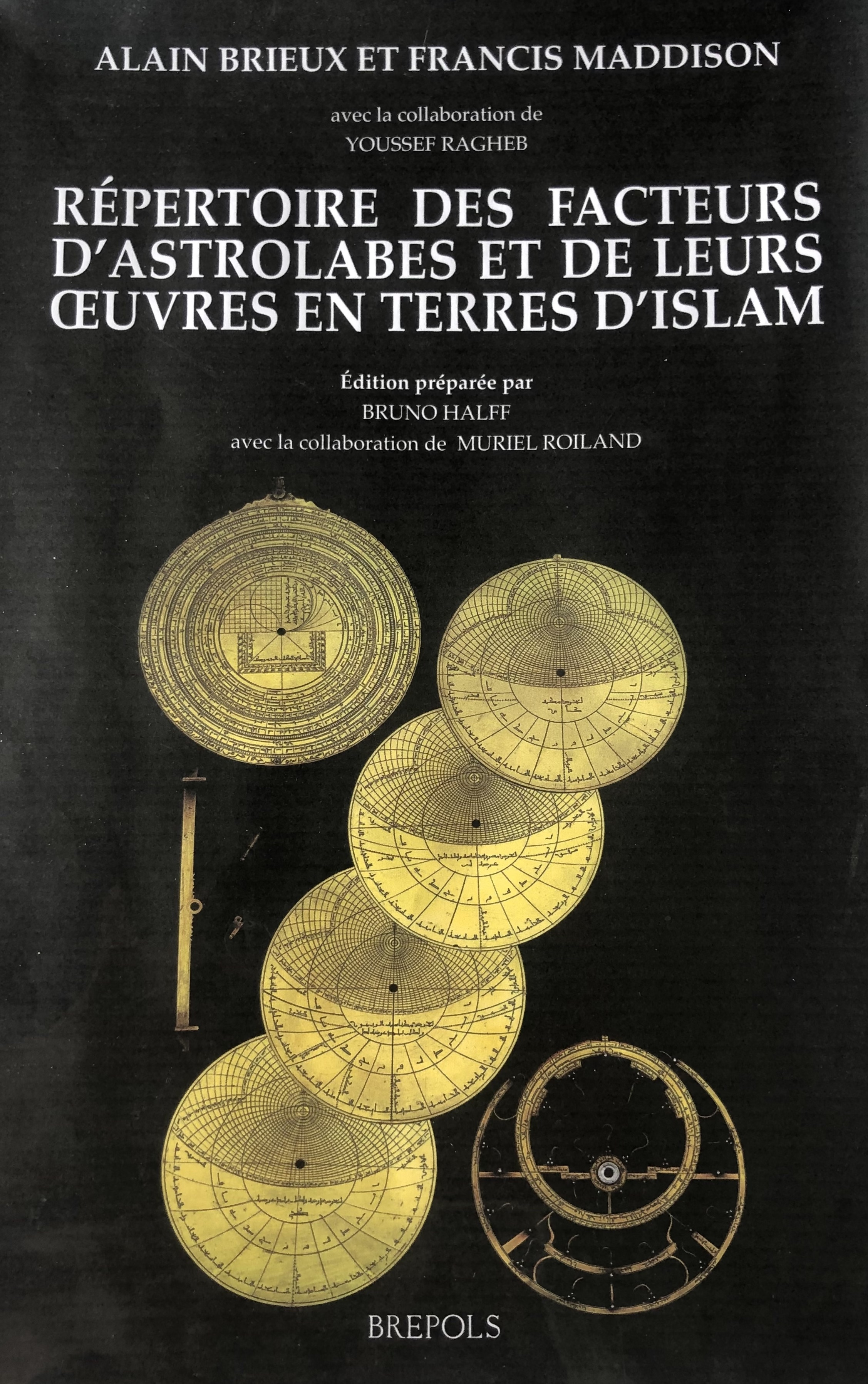

Dès 1974, Alain Brieux commence un travail de fond en collaboration avec Francis Maddison (conservateur du musée d’Histoire des sciences d’Oxford) : le « Répertoire des facteurs d’astrolabes et de leurs œuvres en terres d’Islam ». L’objectif de cet ouvrage est de répertorier les astrolabes du monde entier, ce qui l’a amené à beaucoup voyager afin d’étudier les instruments directement sur place. Il entretient donc une longue correspondance scientifique avec les spécialistes, professeurs d’Histoire des Sciences, conservateurs de musée ou astronomes dans le monde  (comme Derek Price de Yale University, René Taton de l’École Pratique des Hautes Études et professeur d’Histoire des Sciences, Emmanuel Poulle de l’École des Chartes à Paris, Willy Hartner et David King de l’Institut de l’Histoire des Sciences de Francfort-sur-le-Main), concernant l’astrolabe et tout instrument de mesure du temps signé.
Alain Brieux décrit et illustre, dans ce Répertoire, les astrolabes qu’il a pu étudier, qui sont aujourd’hui conservés dans des collections privées ou publiques. À sa mort, Alain Brieux cède sa part à Francis Maddison, à charge pour lui de terminer et de publier l’ouvrage.
Un groupe d’amis du CNRS et de l’IRHT (notamment Youssef Ragheb, Bruno Halff, Jacqueline Sublet, Muriel Roiland ) ainsi que Rod et Madge Webster de Chicago soutient et appuie Francis Maddison et Dominique Brieux dans ce travail et créé l’Association des Amis d’Alain Brieux. En dépit du décès de Francis Maddison en 2006, la tâche se poursuit autant que possible et en 2018, le projet de publier le répertoire aux éditions du CRNS est abandonné en faveur de l’éditeur Brépols. Les éditions Brépols prévoient deux volumes pour ce Répertoire : un volume de texte et un volume comprenant plus de 800 photographies d’instruments. La publication est alors annoncée pour septembre 2019, avec le concours de l’Adler Planetarium, du Time Museum de Rockford et de l’Institut du Monde Arabe mais a dû être repoussée en raison de la situation sanitaire. Le Répertoire devrait enfin voir le jour d'ici la fin de l'année 2021.
Alain Brieux a aussi travaillé sur une méthode pour détecter les faux qui a aidé de nombreux spécialistes dans le domaine. Dans les années 1970, Alain Brieux doit faire face à des faussaires britanniques, qu’avec l’aide de confrères antiquaires, il réussit à faire interpeller. Il s’ensuit un procès à Londres qui se termine par leur arrestation. Il écrit à ce sujet un article intitulé « Une officine de faussaires » en 1975. La même année, il met au point une méthode d’analyse spectrométrique du métal de ces instruments. Il rédige une plaquette « Les astrolabes. Test d’authenticité » qui devient une référence dans le domaine de la détection des faux.
Il fonde en 1978, la Société Internationale de l’Astrolabe qui regroupa une centaine de membres pendant plus de 10 ans.

### Publications
Alain Brieux, baigné dans sa jeunesse dans l’univers poétique de Robert Desnos et ses amis comme Jacques Prévert, garde un penchant pour l’écriture.
À titre personnel, il publie quelques travaux, notamment des poèmes comme « Le Château de Prague » en 1968, ou un recueil de poèmes « Au Péril de soi » en 1970.
À titre professionnel, il rédige plusieurs articles sur Montaigne : « Petit trésor de souvenirs de Montaigne - Humanisme et Renaissance » en 1957, puis « Autres souvenirs de Michel de Montaigne » en 1958.
Il publie divers articles comme « Un astrolabe inconnu, signé Jean Naze à Lyon, 1553 » en 1966, « Bastulus ou Nastulus ? A note on the name of an early Islamic Astrolabist » en 1974 en collaboration avec Francis Maddison, « Les Astrolabes. Test d’authenticité. » en 1974 ou « Une officine de faussaires » en 1975 (d’abord parus dans la revue Arts et Curiosité et par la suite sous forme de tiré à part).
Aussi, il crée les éditions Alain Brieux pour la réédition en fac-similé d’ouvrages scientifiques anciens :
« Traité de l’Astrolabe » d’Henri Michel en 1976 « Catalogue de la collection d’instruments scientifiques et de livres anciens », de Nachet en 1976
« Les propriétés remarquables de la route de la lumière par les airs », « La perspective affranchie de l’embarras du plan géométral », et « Lettres cosmologiques sur l’organisation de l’univers », de Lambert en 1977
« Catalogues de fonds de 1854 à 1910 », de Nachet en 1979
« Traité de l’Astrolabe », de Philopon en 1981
« Mode d’emploi de l’arithmomètre », de Thomas de Colmar en 1982
« Les instruments astronomiques du Moyen Âge », de Emmanuel Poulle en 1983
« Instruments d’optique et de mécanique de précision », de l’exposition universelle de 1900 en 1984
Il publie également de nombreux catalogues de vente dans lesquels il présente une multitude d’objets et instruments scientifiques et techniques (descriptions minutieuses accompagnées de photographies), mais aussi ses communications sur ses thèmes favoris lors de congrès internationaux d’Histoire des sciences (à Munich ou Berkeley).

### Membre de sociétés ou associations diverses
Alain Brieux était expert agréé par la Chambre syndicale des experts professionnels en objets d’art et de collection ainsi qu’agréé des douanes françaises, et membre de :
- membre correspondant de l’Académie Internationale d’Histoire des Sciences
- la Société Française des Arabisants
- la Société Française de l’Histoire de la médecine
- la Société Asiatique de France
- le Syndicat de la Librairie Ancienne et Moderne
- le Syndicat des Antiquaires
- la commission d’étude « Pour un centre d’histoire des sciences et des techniques à la Villette ».

Il fonde également en 1978, la Société Internationale de l’Astrolabe ainsi que l’Association des amis de Robert Desnos en 1985 dont il devait être le président.